# Beteta
Beteta es un municipio español de la provincia de Cuenca, en la comunidad autónoma de Castilla-La Mancha. Se ubica en la serranía de Cuenca. Cuenta con una población de 235 habitantes (INE 2024).

## Geografía
Beteta está situada en el extremo noreste de la provincia de Cuenca y cerca de la provincia de Guadalajara, después de pasar por una hoz donde  la erosión del agua y el viento ha moldeado en la roca caprichosas figuras con el transcurso del tiempo.[cita requerida] La población se encuentra elevada sobre un pedestal rocoso a la falda del castillo de Rochafrida.

## Historia
Su antigüedad se remonta a las épocas pasadas de la Edad del Bronce en lugares como la cueva de la Ramera, de fácil acceso, que está colgada en la mitad de un elevado escarpe rocoso y las estalagmitas y estalactitas adornan su recorrido; la del Rillo o el yacimiento del Armentero.
En el paraje conocido como Los Castillejos, existen restos de un poblado celtíbero. Aún se pueden encontrar restos de su fortificación en lo alto del montículo, así como adobes y restos de hierro fundido. A sus pies pasa el río de Valsalobre.

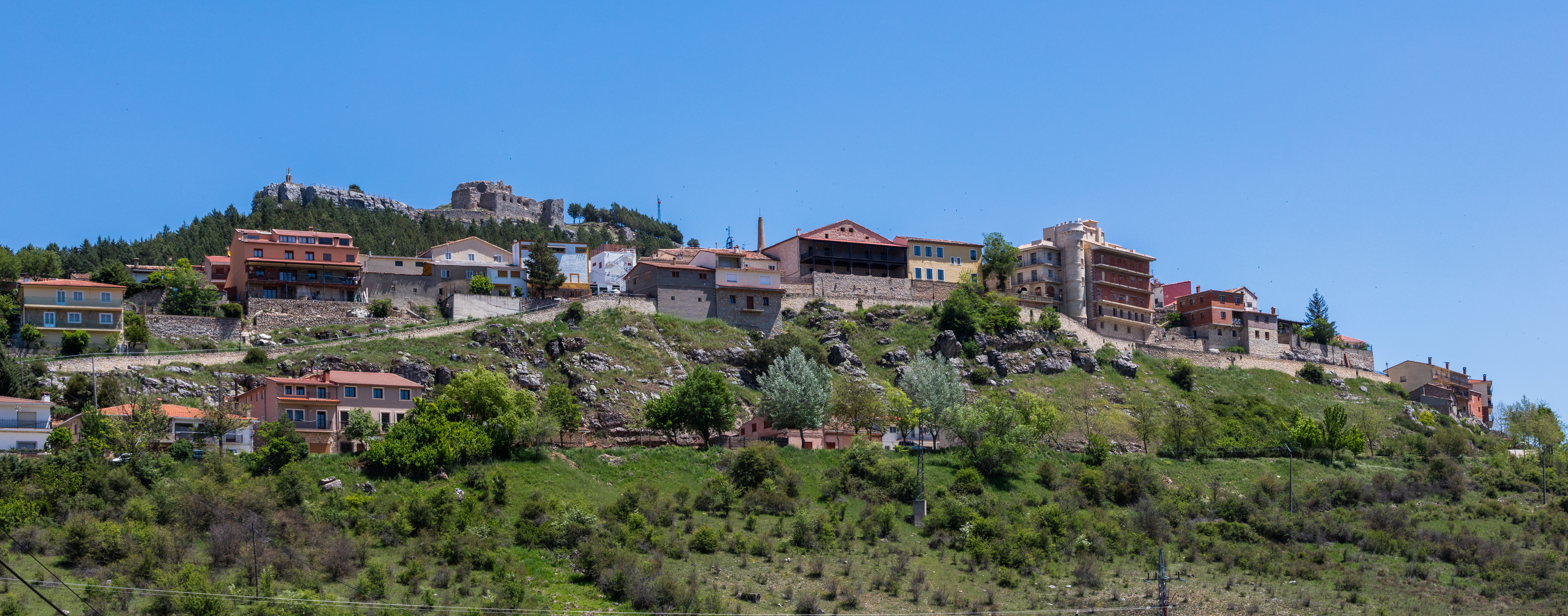
Vista desde la carretera

Los romanos explotaron sus salinas, así como el hierro de las minas de Cueva del Hierro, considerado por ellos uno de los mejores de Hispania. Para su transporte hicieron un ramal de vía romana que cruzaba el bello paraje de Huerta Bellida.
Durante la dominación musulmana, estuvo dentro de la jurisdicción de los señores de Albarracín. Desde el siglo X y hasta finales del XI, se la disputaron los señores de Teruel y de Molina, alcanzando gran importancia por su situación estratégica, al ser lugar de enlace y frontera del dominio musulmán entre Cuenca, Albarracín y Molina de Aragón.
Los Lara, señores de Molina, así como el propio Alfonso VIII, le darían el pueblo en repetidas ocasiones al Obispado de Sigüenza. En 1253, Alfonso y Mafalda de Molina, vendieron Beteta y sus siete aldeas al Concejo de Cuenca.
A finales del siglo XV, después de serles confiscadas al condestable Álvaro de Luna tras su ejecución, pasaron a los Carrillo de Albornoz, que controlaron la villa de Beteta y sus siete aldeas: El Tobar, La Cueva del Hierro, Valsalobre, Masegosa, Lagunaseca, Santa María del Val, Valtablado, además de Pinilla y Durón.
Así se cita que "...en su término se han explotado minas de plata, hierro, cobre y sal, así como canteras de mármol".
Cuando se creó la Mesta, como organización ganadera, y siendo Beteta rica en excelentes pastos, alcanzó gran importancia en los siglos medievales y modernos por su numerosa cabaña ganadera. De esta época es la "Cañada Real de Ganado", que partía desde Molina de Aragón y pasaba por Poveda de la Sierra, Valtablado, y atravesaba el río Guadiela extendiéndose por los altos prados de Beteta, siendo tramos de libre albedrío unas y otras veredas. Por ella transitaban cerca de trescientas mil cabezas que eran la base principal de la economía de la comarca de Beteta. Su lana era muy apreciada y se exportaba a Italia.

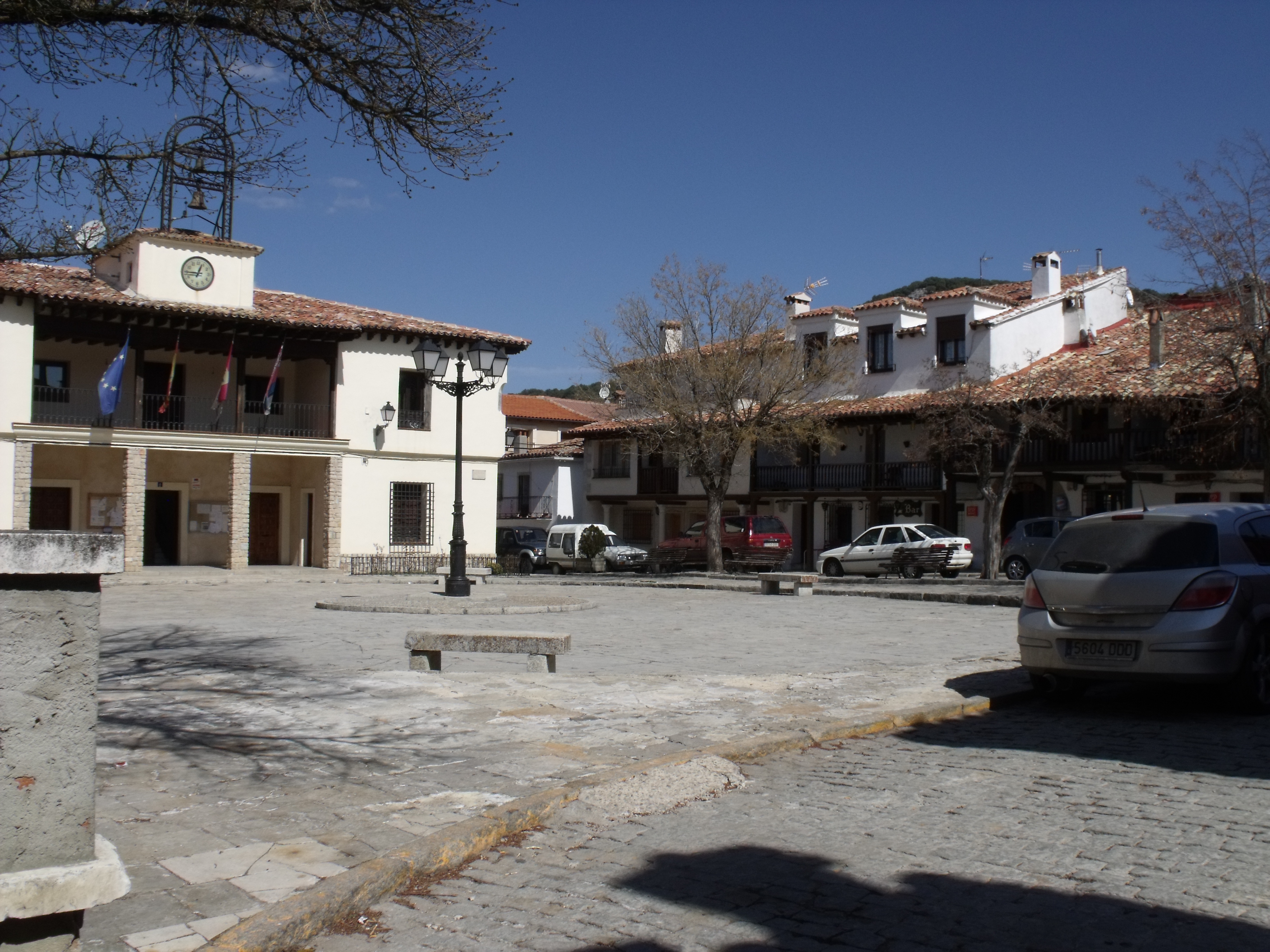
Plaza y ayuntamiento de la localidad

Durante los siglos XVII y XVIII, su economía siguió dependiendo del ganado y la corta de maderas. Posteriormente, pertenecería al marquesado de Ariza por emparentar estos con los Albornoz.
A mediados del siglo XIX, fue considerada por el general Cabrera como una posición topográfica de gran importancia para sus pretensiones, envió al general Palacios al mando de quinientos hombres para reforzar su fortificación y hacer de este lugar un punto fuerte para su asentamiento. Tres batallones de la reina fracasaron en su intento por conquistarla. Palacios, colocó cuatro piezas de artillería para defender los pasos de acceso a ella, empleándose granadas de vidrio.
En este periodo, Beteta tenía unas noventa casas, concejo, cárcel, un palacio, escuela de primeras letras con treinta niños y parroquia servida por un cura. Sus habitantes se dedicaban principalmente a la agricultura y ganadería, aunque existían dos molinos propiedad del marqués de Ariza, una fábrica de aguardiente, otra de humo para las imprentas y varias alfarerías.
Cuenta con una embotelladora de agua, llamada Agua de Beteta.

## Demografía
Beteta cuenta con una población de 235 habitantes (INE 2024).
| Gráfica de evolución demográfica de Beteta entre 1842 y 2021 |
| |
| Población de derecho según los censos de población del INE Población de hecho según los censos de población del INEEntre el censo de 1981 y el anterior, crece el término del municipio porque incorpora a El Tobar y Valtablado de Beteta |

## Administración
| Periodo   | Nombre                                      | Partido          |
| --------- | ------------------------------------------- | ---------------- |
| 1979-1983 | José Esteban                                | UCD              |
| 1983-1987 | David Garay                                 | PSOE             |
| 1987-1991 | Antonio Chacón Espada                       | AP               |
| 1991-1995 | Agustina Gil Esteban                        | PSOE             |
| 1995-1999 | Mario Antón Moreno                          | PSOE             |
| 1999-2003 | Mario Antón Moreno                          | PSOE             |
| 2003-2007 | Mario Antón Moreno                          | PSOE             |
| 2007-2011 | Mario Antón Moreno                          | PSOE             |
| 2011-2015 | Jesús Mayordomo Cuevas                      | PSOE             |
| 2015-2019 | Abel Cava Garay                             | PSOE             |
| 2019-2023 | Jesús Vicente Esteban Julián Esteban Pulla* | PP               |
| 2023-act. | Manuel Vega Bonilla                         | Beteta Participa |

Julián Esteban toma posesión a partir de 2020 por la defunción de su predecesor.

## Fiestas
El 17 de septiembre se celebra la fiesta principal en honor a la patrona del pueblo, la Virgen de la Rosa. En esta tiene lugar la misa y procesión solemne, así como una ofrenda a la virgen. Además, en relación con esta fiesta, se celebran dos romerías a lo largo del año, una tiene lugar en mayo para bajar a la Virgen a la ermita desde la iglesia y otra en agosto para volver a subirla de nuevo a la iglesia. En ambas romerías se viste a la virgen con los trajes típicos.
Otras fiestas son los Mayos que se celebran el 30 de abril a las 12 de la noche, cantándole "el mayo" a la virgen. Así como la caridad que se celebra el 13 de junio, San Antonio, en la que  un grupo de vecinos, cada año unos diferentes, reparten vino, pan y un aperitivo a todos los asistentes.

## Patrimonio
Su riqueza monumental la marcan:
- Castillo de Rochafrida.

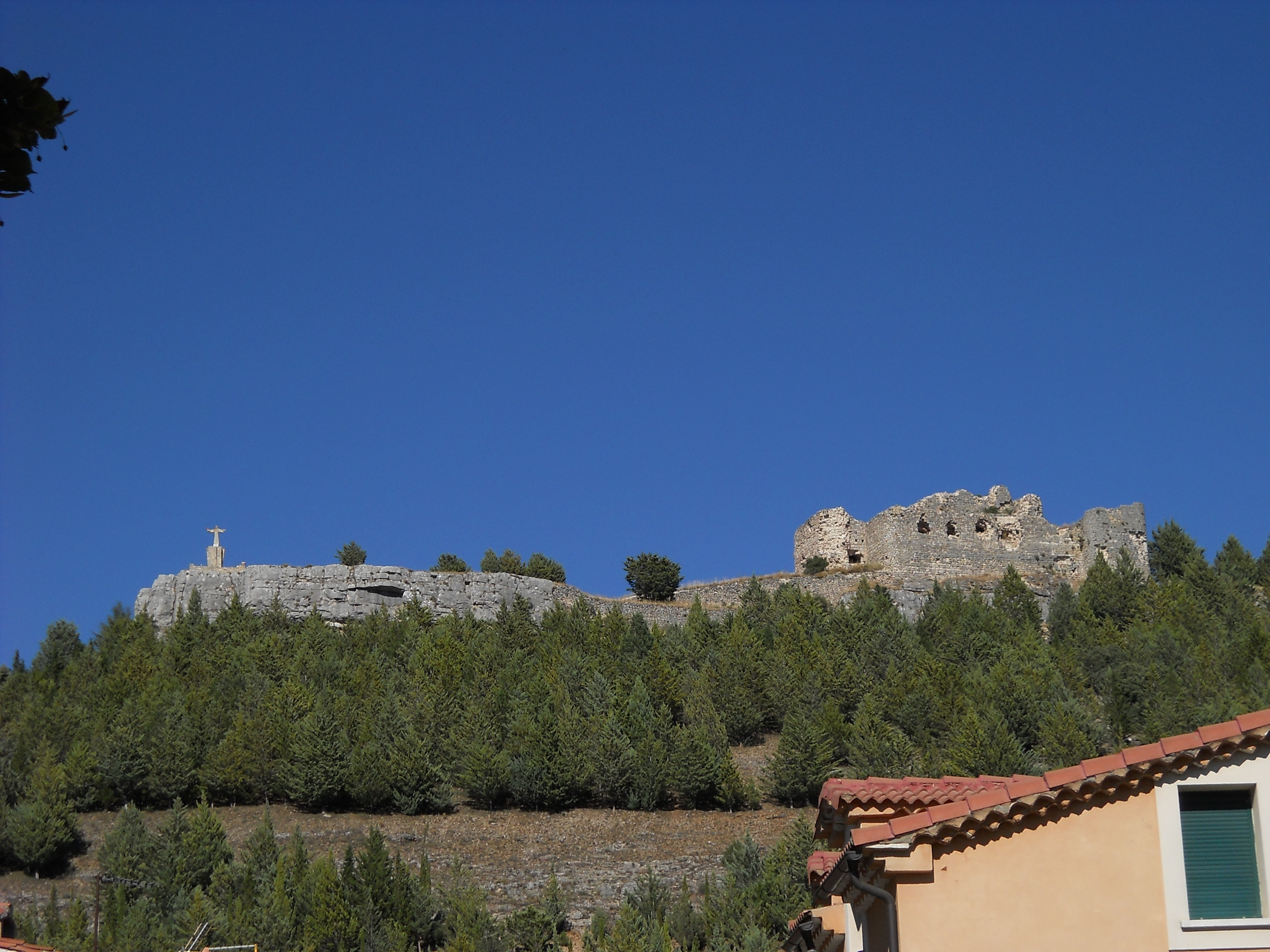
Castillo de Rochafrida.

- Iglesia parroquial dedicada a la Asunción.
- Ermita de la Virgen de la Rosa.
- Plaza porticada.
- Palacio de los marqueses de Ariza, ahora convertido en polideportivo.
- Fuente de la plaza de la iglesia.
- Sagrado Corazón de Jesús, junto al castillo.